# Dak'Art 2004
Dak'Art 2004 è la sesta edizione d'arte della Biennale di Dakar, consacrata all'arte contemporanea africana e organizzata a Dakar in Senegal nel 2004.

## Storia
La Biennale di Dakar è la sesta edizione d'arte della Biennale di Dakar, o la settimana, a seconda che si consideri il 1990 o il 1992 la data di inizio della manifestazione.

## Organizzazione
Il comitato di selezione e giuria della Biennale di Dakar del 2004 è presieduto da Sara Diamond e composto da Meskerem Assegued, Emma Bedford, Thomas Boutoux, Gerald Matt, Didier Schaub, Yacouba Konaté, Ivo Mesquita, Hans Ulrich Obrist, dal presidente del comitato scientifico Victor-Emmanuel Cabrita e dal segretario generale della biennale Ousseynou Wade.
Il comitato scientifico presieduto da Victor Emmanuel Cabrita è composto da Jean-Charles Tall, Diamé Signaté, Sahite Sarr Samb, Issa Samb, Mauro Petroni, Sylviane Diop, Mamadou Traoré Diop, Baba Diop, Aїssa Dione, Viyé Diba, Joël le Bussy Fal, Alioune Badiane e Isabel Rodriguez Alonso.

## Partecipanti

### Esposizione internazionale
- Aïcha Aïdara
- Samta Benyahia
- Zoulikha Bouabdellah
- Fatma Charfi (Fatma M'Seddi Charfi)
- Bassirou Diégo
- Sokey Edorh
- Amal El Kenawy
- Hala ElKoussy
- Pélagie Gbaguidi
- Assefa Gebrekidan
- Khaled Hafez
- Fatou Kandé Senghor
- Achillekà Komguem
- Bill Kouelany
- Asmae Lahkim Bennani
- Toyin Loye
- Maha Maamoun
- Michèle Magema
- Malam
- Thando Mama
- Gaston Massamba M'Bongo
- Mohamadou Ndoye Douts (Mohamadou N'Doye Douts)
- Moataz Nasr
- Cheikh Niass
- Toyosi Odunsi
- Younès Rahmoun
- Jeriarimanjato Razafindranaivo
- Elias Sime
- Gregg Smith
- Mgcineci Sobopha
- Doreen Southwood
- Azieman Louis-Marcel Wanoumi
- Sue Williamson

### Salone del design
- Madeleine Bomboté
- Cheick Diallo
- Amivi Homawoo
- Jules Bertrand Wokam
- Yamo

### Esposizioni individuali

#### Africa
- Tapfuma Gutsa
- Christian Lattier
- Joseph Francis Sumégné

#### Diaspora
- José Bédia
- Mario Cravo Neto
- Odili Donald Odita

#### Mondo
.
- Doug Aitken

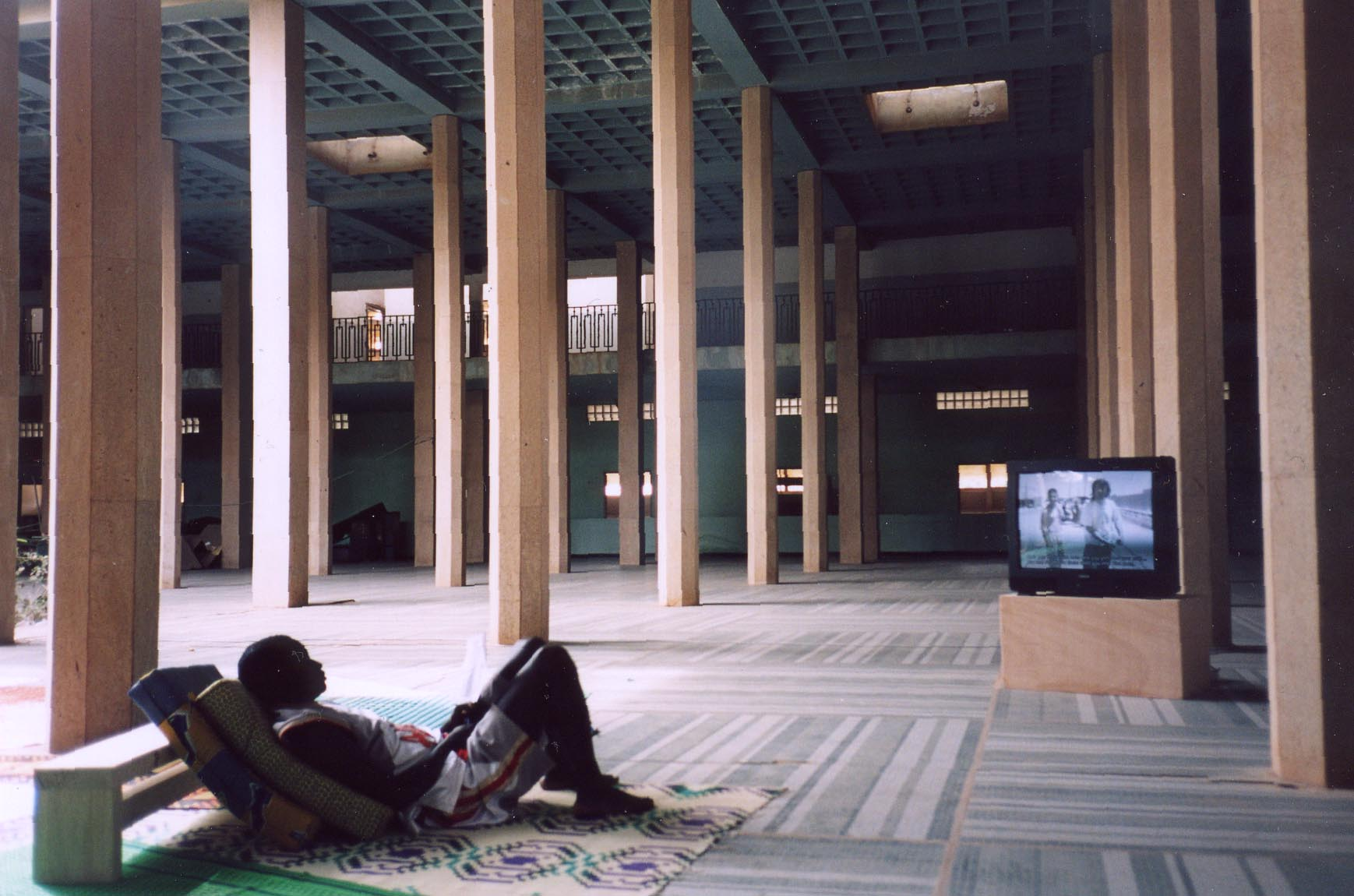
L'interno dell'esposizione Mondo curata da Hans Ulrich Obrist con l'allestimento/opera di Rirkrit Tiravanija

- Jennifer Allora e Guillermo Calzadilla
- Trisha Donnelly
- Yang Fudong
- Dominique Gonzalez-Foerster
- Carsten Hoeller
- Isaac Julien
- Multiplicity
- Philippe Parreno
- Anri Sala
- Rirkrit Tiravanija
- Antonio Vidokle

### Documenti dell'evento
- Dak'Art 2004: 6ème Biennale de l'Art Africain Contemporain (cat. expo.), Biennale des Arts de Dakar, Dakar, 2004.

### Articoli e recensioni
- Maureen Murphy. Le parti pris numérique de Dak'art 2004: entre désir d'affirmation et alignement sur le modèle occidental in Africultures, n. 60, July-September 2004, pp. 197–201.
- Maureen Murphy. Dak'art 2004 se tourne vers la vidéo in Le Journal des Arts, n. 194, May-June 2004, p. 18.
- Diawara, Manthia. “David Hammons's Sheep Raffle at Dak'Art 2004: Reading Black Art through Léopold Sédar Senghor's Négritude.” in Recharting the Black Atlantic: modern cultures, local communities, global connections, (a cura di) Annalisa Oboe e Anna Scacchi, Routledge, 2008, p. 11-19.
- Nelson, Steven. Recalling Dak'Art, 2006.
- Tissieres, Helene. Dak'Art 2004: Biennial of Contemporary African Art, 7 May-7 June, Dakar, Senegal in "Research in African Literatures" 36, n. 1, 2005, p. 109-113.
- Hassan, Salah M., e Cheryl Finley. Diaspora memory place: David Hammons, Maria Magdalena Campos-Pons, Pamela Z, Prestel, 2008.
- Jinorio, Orlando Britto. Dak'art 2004 Canarias, Gobierno de Canarias, 2004.
- Luconi, Massimo, Fabio Gori, e Mauro Petroni. Voyage à Dak'art: six artistes italiens à la Biennale de Dakar 2002, Gli ori, 2004.
- Maureen Murphy. Entretien avec Ndary Lô; Entretien avec Clarisse Dione, Galerie Eberis, Dakar; Entretien avec Aïssa Dione, Galerie Atiss, Dakar; La biennale de Dakar au cœur des enjeux du marché de l'art en Afrique et en Occident, in Africa e Mediterraneo. Cultura e società, n. 47-48, August 2004, pp. 49–53.
- Maureen Murphy. L'art n'a pas de frontières, entretien avec Ery Camara; Entretien avec Moataz Nasr; Les nouvelles identités du Dak'art 2002 in Africultures, n. 50, September 2002, pp. 84–96.
- Iolanda Pensa, Dak'Art e la promozione dell'arte contemporanea africana in "Africa e Mediterraneo", dossier Le industrie culturali in Africa, n. 47-48, 08/2004, p. 32-37.
- Vincent, Cédric. Dak'Art 2004: 6e Biennale de l'Art Africain Contemporain Dakar Senegal 7 mai-7 juin 2004 in "Parachute", 10/2006.